# Philip John Ouless

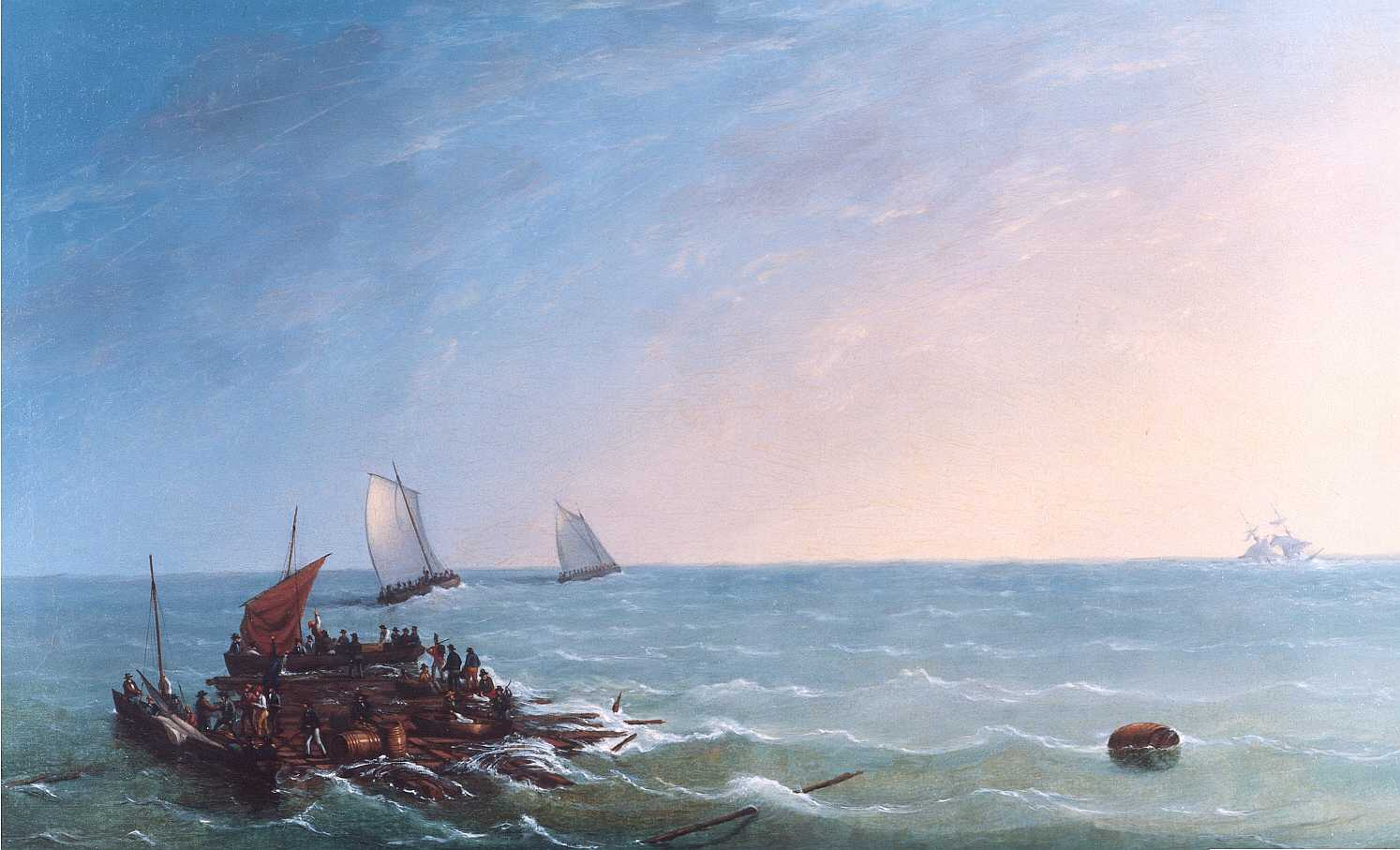
Naufrage au large de Jersey.

Philip John Ouless, né en 1817 à Saint-Hélier et mort en 1885 dans sa ville natale, est un artiste-peintre, aquarelliste, paysagiste et portraitiste jersiais. Il était également un pionnier de la photographie avec les premiers clichés daguerréotypes.

## Biographie
Philip John Ouless était le fils d'un commissaire-priseur. Ses grands-parents avaient émigré de Coutances en Normandie pour échapper à la Révolution française. Il a étudié la peinture à Paris, puis retourna à Saint-Hélier, où il s'établit comme un peintre de marine, paysagiste et portraitiste. Il a reçu de nombreuses commandes de toiles de la part de propriétaires de navires et de maître de travaux dans la construction navale. Il peignit les nouveaux bateaux à aubes, ainsi que les premières courses de voiliers.
Philip John Ouless a peint la visite de la reine Victoria et le prince Albert à Jersey en 1846 dans onze aquarelles, qui ont été publiées l'année suivante.
Philip John Ouless était également un pionnier de la photographie. Il introduisit les premiers clichés en daguerréotype à Jersey en 1845, après une visite en France, au cours de laquelle il a reçu des instructions comme élève de Louis Daguerre, qui a inventé le processus qui a créé les premières photographies en 1839.
Philip John Ouless est mort en 1885 à Saint-Hélier. Son fils Walter William Ouless (1848-1933) est devenu également un peintre-portraitiste.
Ses œuvres sont exposées au Musée de Jersey de Saint-Hélier et au National Maritime Museum de Greenwich à Londres.
En 2008, la Société Jersiaise a acquis l'ensemble de la collection des œuvres de Philip John Ouless.